# Kampung Baru (Cerenti)
Kampung Baru is een bestuurslaag in het regentschap Kuantan Singingi van de provincie Riau, Indonesië. Kampung Baru telt 2213 inwoners (volkstelling 2010).